# Alejandro González Gattone
Alejandro José González Gattone (Pergamino, Buenos Aires, 9 de septiembre de 1922 - Río Grande del Sur, 20 de febrero de 1974) fue un poeta, ensayista, abogado y docente argentino, destacado por su obra poética en la que demuestra un marcado interés en sus raíces, su amor ..."por las cosas de nuestra América..." (Memoria del hermano, Alberto Rex González en Patria de mi Ausencia).
Nació y creció en el seno de una familia tradicional de la ciudad de Pergamino, en la provincia de Buenos Aires.  Hijo de José Francisco González y de Clelia Gattone. Su padre fue superintendente de tráfico de la estación de entonces ferrocarril Central Argentino, cuando todos, sin excepción, los que ocupaban ese alto puesto, eran ingleses. Así, el haber tenido una infancia de privilegios signó marcadamente su destino. Ha dicho: ".. por línea materna desciendo de abuelos itálicos, que llegaron siendo niños, abriendo surcos, moliendo trigo y esperanzas. Por mi padre, llego hasta las raíces de la patria, hasta la colonia y hasta el indio. Por él me defino como hijo de la frontera, y mi sangre sube desde la sombra de fortines olvidados"...
Tuvo un hermano, Alberto Rex González, quien fue médico, arqueólogo y antropólogo, dedicado al estudio de las culturas precolombinas.
Se casó con Nilda Astrain en el año 1959, con quien tuvo tres hijos.
Cursó los estudios secundarios en el Colegio Nacional de Pergamino. A su término ingresó a la Facultad de Derecho de la Universidad Nacional de La Plata, recibiendo el título de Abogado el 8 de agosto de 1946. En la misma Facultad cursó el Doctorado en Ciencias Jurídicas y Sociales. Fue docente desde mayo de 1953 en la Escuela Nacional de Comercio de Pergamino, y director de dicho establecimiento desde 1964 hasta 1970.
Fue un brillante conferencista y un interlocutor mesurado y profundo. Colaboró en diarios y revistas de la Capital Federal (Contrapunto, Conducta) y del interior. Presidió la conferencia homenaje al Mariscal Toribio de Luzuriaga y el Primer Encuentro Nacional de Poesía celebrado en Pergamino. En el año 1966 el C.U.P. de Santa Fé  (Centro Universitario) le otorgó el Premio Anual a la Cultura. En 1970 el Instituto de Literatura de la Pcia. de Buenos Aires lo incorpora como miembro correspondiente. Fue asesor letrado de la Sociedad Rural de Pergamino en 1968 y de la Municipalidad de dicha ciudad.
La amistad fue uno de sus más importantes cimientos- al decir de María Granata en su prólogo de Poesías, en una composición dedicada a su gran amigo Pedro Suñer, el escultor "...Oh Pedro pescador!- pescador de matices y corolas/ de águilas densas y de agudos fuegos"...  
En su poesía cuenta sobre el paisaje bonaerense: "...por todos los rumbos del misterio desciende, equilibrado, el firmamento"; sobre el viento: "...ese viento que somos y seremos"; acerca de los recuerdos del viejo molino harinero de sus abuelos que lo cobijó en la primera infancia: "¿qué significa el verano para la sangre que empapó el silencio?...", la memoria del pueblo de la llanura santafesina en donde vivió varios años: "pero mi corazón se ha detenido en un pueblo caído casi al borde del verano"; la memoria de la familia de su abuela paterna asentada en los difíciles límites de la frontera en el Fortín de Rojas: "sangre mezclada con la tierra sin surco".
Quizás lo más recordado fue el cariño por su ciudad natal relatado en su "Definición de Pergamino" publicada por primera vez en el diario "La Opinión" en el año 1962, y que se encuentra grabado en una placa de mármol en la columna que sostiene la imagen de la Virgen de La Merced, en el cruce "del histórico camino": "Oh la ciudad crecida entre maizales/frescas aun las huellas de la indiada/fuiste albergue fugaz, dulce posada,/ del áspero desierto en los umbrales./Ciudad sin fundación. Hija de iguales/ diste a la sed tu arroyo, fresca aguada/ diste tu corazón, sin pedir nada/ palpitante en las luchas nacionales./ Sobre tu suelo principal riqueza/ tus torres, junto a histórico camino/ son fruto del trabajo en su pureza/ frutos del gringo y gaucho en su destino./ Ciudad de paso, llana de belleza/ puerto de tierra y luz es Pergamino".
Preocupado por el destino de su patria, analizó, estudió y escribió ensayos y textos como, "La Aporia Argentina", "Política y Aventura", "Los Argentinos", "Teoría sobre las clases sociales", "Los estudios recientes sobre la realidad argentina" y "Manifiesto indoamericano de Buenos Aires", incorporados todos ellos en el libro homenaje "Patria de mi Ausencia". Era permanente y hondo su interés en los problemas jurídicos y sociales. En "La Revolución jurídica argentina" hizo una valoración de la Constitución de 1949 que comportó entonces una actitud singularmente valiente y desprejuiciada, así como también mostró una aguda objetividad del enfoque.
Su "Teoría de Pergamino" -editada por la Subsecretaría de Cultura en 1969, conferencia pronunciada en La Plata- constituye un ensayo lúcido y penetrante sobre la ciudad, enfocado con una penetración ontológica.
Perteneció en sus inicios a la generación de poetas bonaerenses (la Generación del 40), liderada por Vicente Barbieri, quienes tornaron la mirada hacia el interior provincial, intentando un acercamiento a las condiciones telúricas y a la tensión de las fronteras. Allí conoció a diferentes poetas y escritores de la época, como Gustavo García Saraví, Eduardo Caroll, Rafael Squirru, a quienes los unió una fuerte amistad. Luego, a decir de Héctor Del Giúdice, trascendió el redescubrimiento de la llanura y se centró en el hombre argentino y su destino. No se conformó con el lirismo geográfico y elaboró una teoría del hombre de frontera, desentrañando sus vivencias más profundas. Sus raíces se hunden con las de ese Pergamino que fue posta, fuerte, aduana y centro de reclusión de prisioneros. Pobre villorio de doble frontera: con el indio y con el interior. Tierra de paso, un alto en el camino. Decía: "estos caracteres perdurarán el tiempo y debemos mirar en ellos para tomar conciencia de los que somos"....
Fue un humanista de la norpampa. Especialista en lo humano, su amor estaba dirigido al hombre, a un hombre concreto, vivo, existencial. 
Además de un poeta social, fue un poeta profético, como cuando ve convertida a Buenos Aires en Indoamérica, y predice:"... sólo cuando se expulse a los extraños-existirá la patria socialista...".  En su "Ingreso a Buenos Aires" ataca la supraestructura ideológica extranjerizante de Buenos Aires, y a la sociedad de consumo, traduciendo la visión de un mundo marginado. Este gran malón surgido de la industrialización, se asienta en la periferia de la gran ciudad, poniendo sitio a Buenos Aires. Describe así en "Presencia de la tierra" a los que habitan las villas miserias y a los que llama "polvo de América que afirma su voz elemental". Augura que :..."Tupac Amarú está de regreso/y Calfucurá es un proletario sitiando la ciudad del puerto. La libertad se llama Reconquista/y aquí ha terminado el carnaval. Del gran incendio del poder indígena/ya se ven las primeras llamaradas".
Su pensamiento político estaba orientado en una dogmática progresista dentro de un estado de derecho, cuyo fin es el hombre que ha de realizarse mediante el Estado, que es el medio, asentado en la escuela Egológica de Derecho y de la normatividad de Hans Kelsen, fortificadas en torno a la insigne figura del jurista Carlos Cossio. 
Gustaba de la paradoja, no por mero juego dialéctico, sino como una forma sorprendente de cultivar una verdad interior. Rechazaba tanto lo solemne como lo superficial. Enemigo del empaque y del énfasis. Era de una conmovedora sencillez. 
Creía necesario redefinir a la Patria. "La he buscado. Ha sido durante mucho tiempo un oscuro laberinto sin destino. Sé que es necesario fundarla. Hay que buscar los cimientos, beber con sus raíces, entenderla en la sangre de su suelo. Esta es mi pasión: quiero encontrar la esencia de mi Patria para saber quién soy".
Fallece de un ataque cardíaco en el estado de Río Grande do Sul, Brasil, el 20 de febrero de 1974, a la edad de 51 años.

## Algunas publicaciones
- 2005. Patria de Mi Ausencia. Edición ilustrada de Vinciguerra, 242 pp. ISBN 9508436220
- 1975. Poesía: Alejandro González Gattone. Edición de los amigos del poeta con el auspicio del Fondo Nacional de las Artes, 149 pp.
- 1970 La memoria del viento. Ediciones Norpampa. 69 pp.
- 1965. Ser hacia el canto. Ediciones "El 40", 61 pp.
- (1955). "La Revolución jurídica argentina"
- 1945. Este gris enunciado: Poemas. Cuadernillos Liluli. Editor Impr. Ferrari Hnos. 28 pp.

## Honores
- Certamen Poético «Alejandro González Gattone».[1]

- (1975). Cantata de Alejandro. Con Edna Pozzi. 16 pp. Los textos de la Cantata pertenecen a Edna Pozzi, y la música a Ana D'Anna. La segunda versión es de 1984.

### Eponimia
- Paseo Ribereño Poeta Alejandro González Gattone[2]